# Cyathea caudata
Cyathea caudata là một loài thực vật có mạch trong họ Cyatheaceae. Loài này được (Hook.) Copel. mô tả khoa học đầu tiên năm 1906.